# Ion Conea
Ion Conea (n. 15 ianuarie 1902, Coteana, județul Olt, d. 22 iunie 1974, București) a fost un geograf și geopolitician român, doctor-docent, reputat specialist în geografie istorică și toponimie geografică. A condus activitatea de cercetare monografică a satului Clopotiva (județul Hunedoara), monografie care a fost tipărită integral în 1940 (cu titlul Clopotiva, un sat din Hațeg – Monografie sociologică). A colaborat la revista Geopolitică și geoistorie.

## Despre geopolitică
Contribuția semnificativă a lui Conea în știința geopolitică este legată de efortul acestuia de teoretizare a domeniului, dar și de identificare a direcției de cercetare în această știință. Conea plasează geopolitica în domeniul vast al relațiilor internaționale anticipând importanța pe care o va avea aceasta în studiul relațiilor și presiunile dintre state. Având o perspectiva geografică asupra lumii, datorită formației de geograf, Conea considera că mediul politic trebuie urmărit și definit pe temeiuri geografice. Pe acest considerent Conea afirmă că geopolitica trebuie să fie capabilă să  ofere explicații despre înfățișarea hărții politice a lumii, harta aceasta fiind conform intuițiilor sale obiectul de studiu al geopoliticii. În acest context Conea definește politica drept știința mediului politic planetar, o știință a atmosferei sau a stării politice planetare. Încercarea de a oferi o definiție generală și mai cuprinzătoare noțiunii de geopolitică din epocă are drept rezultat conturarea rolului geopoliticii de instrument în analiza problemelor politice și economice a regiunilor naturale și nu a statelor, care la un moment dat pun probleme de politică și economie mondială. 

## Operă
- Clopotiva, un sat din Hațeg – Monografie sociologică
- Geopolitica - împreună cu Anton Golopenția și Mihai Popa Veres. Editura Ramuri, Craiova 1940
- Scurtă prezentare geografică a Republicii Populare Romîne - împreună cu Ion Velcea. Editura Stiințifică, București 1957
- Articole în Geopolitica și geoistoria

### Platforma Luncanilor
Conform propriilor sale confesiuni, , Lucia Apolzan, Doamna satului românesc, a fost îndemnată călduros de geograful și geopoliticianul Ion Conea, autorul lucrării "Clopotiva, un sat din Hateg", să viziteze Platforma Luncanilor, "Nici nu știi peste ce ai să dai acolo. Dumneata vei fi tulburată ... ". Ceea ce s-a și întâmplat; în lucrarea sa de căpătâi Carpații, tezaur de istorie : Perenitatea așezărilor risipite pe înălțimi, Lucia Apolzan prezintă numeroase dovezi ale studiului său antropologic și interdisciplinar din zonă.

### Lucrări ale altora sau în colaborare
- Paul Dobrescu. Geopolitica. SNSPA, București 2002
- Școala de geopolitică românească Arhivat în 13 decembrie 2006, la Wayback Machine.
- Ștefan Ștefănescu. Ion Conea (1902 - 1974) un constructor al geoistoriei și geopoliticii românești. Academica (București) 2002,V. An. 13, Nr. 9,p. p. 44-46

### Lucrări ale lui Ion Conea
- Conea I., (1927), Excursia din Dobrogea a misinuii poloneze “Sawicki”, Buletinul Societății Regale de Geografie ediția XLVI, pg112 – 127, Tipografia Cartea Medicală, București.
- Conea I.,, (1928), Ludomir Sawicki, Buletinul Societății Regale de Geografie ediția XLVII, pg 314 – 316, Tipografia Cartea Medicală, București
- Conea I.,, (1928), Între Toponimie si Geografie, Buletinul Societății Regale de Geografie editia XLVII, pg 338 – 342, Tipografia Cartea Medicală, București
- Conea I.,, (1928), În Munții Lotrului, Buletinul Societății Regale de Geografie editia XLVII, pg 406 - 413, Tipografia Cartea Medicală, București (De la Caineni la Voineasa peste muntii Lotrului).
- Conea I.,, (1928), Bazinul Sarajevo, Buletinul Societății Regale de Geografie editia XLVII, pg 419 – 423, Tipografia Cartea Medicală, București
- Conea I.,, (1929), Graiul Românesc, Buletinul Societății Regale de Geografie editia XLVII, pg 454 – 457, Tipografia Cartea Medicală, București
- Conea I.,, (1928), Problemele recifilor coraligeni, Buletinul Societății Regale de Geografie editia XLVIII, pg 259 – 264, Tipografia Cartea Medicală, București
- Conea I.,, (1929), Drumurile aeriene ale Atlanticului, Buletinul Societății Regale de Geografie editia XLVIII, pg 264 – 269, Tipografia Cartea Medicală, București
- Conea I.,, (1929), Actualele aspecte ale economiei internaționale, Buletinul Societății Regale de Geografie editia XLVIII, pg 277 – 282, Tipografia Cartea Medicală, București
- Conea I.,, (1929), La géographie des langues. A. Demangeon – Recenzie, Buletinul Societății Regale de Geografie editia XLVIII, pg 315 – 319, Tipografia Cartea Medicală, București